# Nils Olsson (klockare)
Nils Olsson, född 24 april 1779 i Aplungsåsen, Västra Ämterviks socken, Värmland, död 31 maj 1856 i Aplungsåsen, var en svensk klockare, bonde, kyrkobyggmästare och skulptör.
Han var son till riksdagsmannen Olof Jonsson och Kersti Ersdotter.
Olsson arbetade vid sidan av tjänsten som klockare även med kyrkobyggen, han ledde arbetet med inredningen av den nya kyrkan i Västra Ämtervik, reparationsarbetet i Älgå kyrka 1828 och uppförandet av Lekvattnets kyrka 1850–1851. 
Olsson har utfört predikstolen och altaruppsatsen för Västra Ämtervik kyrka 1853, efter ritningar från Kongliga hof intendents ämbete utförde han en predikstol för Frykeruds kyrka, en predikstol för Grava kyrka 1827 och predikstolen i Bogens kyrka 1854.